# Charles-Amédée Kohler
Charles-Amédée Kohler (Lausanne, 15 juni 1790 - aldaar, 15 september 1874) was een Zwitsers chocolatier. Hij staat bekend als de uitvinder van de hazelnootchocolade.

## Biografie
Op jonge leeftijd trad Charles-Amédée Kohler toe tot de zaak van zijn vader, die in 1793 was opgericht. In 1817 richtte hij samen met zijn vader en zijn broer Frédéric het bedrijf Amédée Kohler et Fils op. In 1831 bouwde hij in zijn geboorteplaats Lausanne een chocoladefabriek. Na het overlijden van zijn vader in 1833 en nadat zijn broer Frédéric zich uit het bedrijf had teruggetrokken, bleef Charles-Amédée Kohler als enige bedrijfsleider over. Vanwege het groeiend succes van het bedrijf verhuisde het in 1849 naar Sauvabelin, een buitenwijk van Lausanne. In 1865 vervolgens droeg hij de zaak over aan zijn zonen: Charles-Amédée, die algemeen directeur zou blijven tot zijn dood, en Adolphe, die tot 1879 directeur van de chocladefabriek zou blijven.